# Blasser Kleintenrek
Der Blasse Kleintenrek (Microgale fotsifotsy), auch Blasser Kleintanrek oder Fahler Kleintenrek, ist eine Säugetierart aus der Gattung der Kleintenreks innerhalb der Familie der Tenreks. Er lebt über ein relativ großes Gebiet verteilt in den tropischen Regenwäldern des östlichen Madagaskars. Sein Verbreitungsgebiet ist aber nicht flächendeckend, sondern beschränkt sich auf einzelne Lokalitäten in den mittleren und höheren Gebirgslagen. Die Tiere zeichnen sich durch einen spindelförmigen Körper mir kurzen, kräftigen Beinen und einen langen, vorn spitz zulaufenden Kopf aus. Der Schwanz übertrifft den restlichen Körper an Länge, dass Fell ist allgemein hell gefärbt. Zur Lebensweise der Art liegen kaum Informationen vor. Der Bestand ist nicht bedroht. Die Art wurde im Jahr 1997 wissenschaftlich eingeführt.

## Merkmale

### Habitus
Der Blasse Kleintenrek ist ein kleiner bis mittelgroßer Vertreter der Kleintenreks. Seine anhand von 17 Individuen aus dem gesamten Verbreitungsgebiet ermittelte Kopf-Rumpf-Länge beträgt 6,4 bis 8,1 cm. Der Schwanz wird 7,1 bis 9,4 cm lang und somit etwas länger als der restliche Körper. Ein aus dem Nationalpark Marojejy stammendes Individuum wog 7,5 g, während drei Tiere aus dem Anosyenne-Gebirge eine Gewichtsspanne von 6,8 bis 9,1 g aufwiesen.     Die Tiere ähneln mit ihrem spindelförmigen Körper, den kurzen und kräftigen Gliedmaßen sowie dem langen, nach vorn zugespitzten Kopf grundsätzlich den anderen Kleintenreks. Die Ohren sind beim Blassen Kleintenrek prominent sowie hell gefärbt. Ihre Länge variiert zwischen 11 und 16 mm, nach vorn geklappt reichen sie bis über die Augen. Das Rückenfell ist weich und von einer gräulich gelblich-braunen Farbgebung. Die Einzelhaare haben silbergraue Basen, hell gelblich braune Schäfte und dunkelbraune Spitzen. Leithaare sind dünn und überwiegend dunkelbraun bis schwarz gefärbt, nur die Spitzen erscheinen teilweise heller. Auf der Bauchseite dominieren hellgraue Farbtöne mit gelblichbraunen bis rötlichen Einwaschungen. Hier haben die Einzelhaare ebenfalls silbergraue Basen, allerdings cremefarbene Spitzen. Der beschuppte Schwanz ist mehr oder weniger zweifarbig, oben graubraun, unten hell gräulich bis gelblichbraun. Die Schwanzspitze hebt sich durch eine hellere Tönung ab, zudem ist dort ein Büschel aus weißlichen Haaren ausgebildet. Bedeckt wird der Schwanz von einem mehr oder weniger dichten Fell aus kurzen Haaren, deren einzelne Längen umgeklappt etwa drei Schuppenreihen einnehmen. Die Vorder- und Hinterfüße zeichnen sich durch ein braunes Haarkleid aus, die Finger und Zehen kontrastieren dazu durch ihre helle Tönung. Teilweise tritt an der Außenseite eine helle Linie auf. Es sind jeweils fünf Strahlen ausgebildet. Am Hinterfuß ist der Außenstrahl (Strahl V) verlängert und somit kaum kürzer als der Innenstrahl (Strahl I). Der gesamte Hinterfuß wird 14 bis 18 mm lang. Weibliche Tiere haben in der Brustgegend ein Paar und in der Lendengegend zwei Paare an Zitzen.

### Schädel- und Gebissmerkmale
Die Schädellänge variiert von 19,8 bis 21,6 mm, die größte Breite am Hirnschädel beträgt 8,6 bis 9,7 mm. Insgesamt wirkt der Schädel eher klein, das Rostrum ist mit 5,8 bis 6,6 mm moderat breit, der hintere Schädelabschnitt hat einen breiten und kurzen Bau. Wie bei allen Tenreks fehlt ein geschlossener Jochbogen, der vordere Bogenansatz (der Maxillarfortsatz des Jochbogens) steht im rechten Winkel zum Schädel ab. Das Gebiss setzt sich aus insgesamt 40 Zähnen zusammen, die Zahnformel lautet: {\displaystyle {\frac {3.1.3.3}{3.1.3.3}}}. In der oberen Zahnreihe stehen die vorderen Zähne nicht geschlossen, sondern werden bis zum zweiten Prämolaren (P3) durch kurze Diastemata voneinander getrennt. Im Unterkiefer ist nur manchmal eine Zahnlücke zwischen dem Eckzahn und dem vordersten Prämolaren (P2) ausgebildet. Die beiden vorderen Schneidezähne der oberen und unteren Zahnreihe sind groß, der jeweils innerste steht leicht nach vorn geneigt (proodont). Der dritte Schneidezahn ist wiederum klein, während der Eckzahn deutlich die nachfolgenden Prämolaren überragt. Alle vorderen Zähne weisen zusätzliche Höckerchen an den Zahnkronen auf. Die Backenzähne zeichnen sich durch ihr zalambdodontes, mit drei Haupthöckern versehenes Kauflächenmuster aus. Ansonsten gibt es nur wenige Unterschiede zu denen der anderen Kleintenreks. Der dritte obere Molar ist verkleinert, im Vergleich zum vorhergehenden Mahlzahn aber sehr breit. Die Länge der oberen Zahnreihe beträgt 9,5 bis 10,6 mm.

## Verbreitung

Verbreitungsgebiet des Blassen Kleintenreks

Der Blasse Kleintenrek kommt endemisch in Madagaskar vor und ist dort über ein weites Gebiet des östlichen Inselteils verbreitet, das sich in einem mehr oder weniger schmalen Streifen zwischen dem 12. und 24. südlichen Breitengrad erstreckt. Innerhalb dieses Gebietes ist die Art nur an einzelnen Fundlokalitäten nachgewiesen. Zu den bedeutendsten gehören im Norden die Montagne d’Ambre, das Anjanaharibe-Massiv und das Marojejy-Massiv sowie das die beiden Massive verbindende Waldgebiet Ambolokopatrika–Antsahamihitsitso, alle in der Provinz Antsiranana gelegen. Hinzu kommt noch das Tsaratanana-Massiv mit dem höchsten Berg der Insel in der Provinz Mahajanga. Im zentralen Hochland sind das Waldgebiet von Tsinjoarivo in der Provinz Antananarivo, die Waldgebiete von Ambatovaky sowie Ambatovy-Analamay-Torotorofotsy und Zahamena in der Provinz Toamasina sowie der Waldkorridor von Anjozorobe-Angavo im Grenzgebiet der beiden Provinzen von Bedeutung, während aus dem südlichen Landesteilen Belege aus dem Waldgebiet von Ramonafana und dem Andringitra-Gebirge in der Provinz Fianarantsoa sowie dem Anosyenne-Gebirge beziehungsweise Marosohy in der Provinz Toliara vorliegen. Die Tiere bewohnen die feuchten, immergrünen tropischen Regenwälder der mittleren und höheren Gebirgslagen. Ihre Höhenverbreitung reicht von 600 bis 2500 m über dem Meeresspiegel, in Bereichen unter 600 m ist der Blasse Kleintenrek vermutlich abwesend. Anhand der Menge der bisher gefangenen Tiere wird angenommen, dass die Art relativ häufig auftritt.

## Lebensweise
Informationen zur Lebensweise des Blassen Kleintenreks liegen kaum vor. Die meisten Tiere wurden bisher am Waldboden gefangen, was eine bodenbewohnende Fortbewegung nahelegt. Dagegen fand sich ein Individuum in einer Falle in 1,5 m Höhe. Eventuell ist die Art auch befähigt, in den Bäumen zu klettern. Dafür sprechen der lange Schwanz sowie der verlängerte Hinterfuß mit der ebenfalls langgestreckten fünften Zehe. Diese Merkmale kommen in verstärkter Ausprägung auch beim Kleinen Langschwanz-Kleintenrek (Microgale longicaudata) vor, dem am besten an ein Baumleben angepassten Kleintenrek. Isotopenanalysen an Tieren aus dem Waldgebiet von Tsinjoarivo zufolge basiert die Ernährung hauptsächlich auf Insekten. Zwei im Dezember 1993 im Andringitra-Gebirge gefangene weibliche Tiere waren trächtig und trugen drei beziehungsweise vier Embryonen aus. Diese waren 15 bis 17 mm lang. Als äußere Parasiten des Blassen Kleintenreks treten Flöhe der Gattung Paractenopsyllus in Erscheinung.

## Systematik
Der Blasse Kleintenrek ist eine Art aus der Gattung der Kleintenreks (Microgale) innerhalb der Familie der Tenreks (Tenrecidae). Die Kleintenreks bilden zusammen mit den Reiswühlern (Oryzorictes) und den Vertretern der Gattung Nesogale die Unterfamilie der Reistenreks (Oryzorictinae). Dabei stellen die Kleintenreks mit mehr als 20 Arten das formenreichste Mitglied der Tenreks dar, aufgrund einiger morphologischer Merkmale werden sie auch als eher ursprünglich innerhalb der Familie angesehen. Die Gattung entstand molekulargenetischen Analysen zufolge bereits im Unteren Miozän vor etwa 16,8 Millionen Jahren, in der Folgezeit diversifizierte sie sich sehr stark. Unter den heutigen Vertretern finden sich Anpassungen an verschiedene Lebensweisen, so kommen teils unterirdisch grabende, oberirdisch lebende beziehungsweise baumkletternde und wasserbewohnende Formen vor. Der überwiegende Teil der Kleintenreks bewohnt die feuchten Wälder des östlichen Madagaskars, einige wenige Arten kommen auch in den trockeneren Landschaften des westlichen Inselteils vor. Innerhalb der Gattung lassen sich sowohl morphologisch als auch genetisch verschiedene Verwandtschaftsgruppen nachweisen. Zu den nächsten Verwandten des Blassen Kleintenreks zählen der Nasolo-Kleintenrek (Microgale nasoloi) und der Spitzmaus-Kleintenrek (Microgale soricoides).
Es sind keine Unterarten des Blassen Kleintenreks bekannt. Allerdings besitzen die Tiere infolge des weiten Verbreitungsgebietes eine auffällige Variationsbreite in einigen Merkmalen. So gibt es Unterschiede in der Farbgebung des Fells, das bei Tieren aus den Montagne d’Ambre generell blasser ist als im Vergleich zu denen aus Ambatovaky und Zahamena beziehungsweise aus dem Andringitra-Gebirge, deren Fell häufig rötliche Einwaschungen aufweist. Individuen aus der letztgenannten Region sind zudem durchschnittlich etwas größer. Generell scheint es eine Größendifferenz zwischen kleineren Tieren aus niedrigen Höhenlagen zu größeren Tieren aus den oberen Höhenlagen der Verbreitung zu geben. Genetische Daten lassen eine deutliche Differenzierung innerhalb des Blassen Kleintenreks erkennen. Laut Analysen der mitochondrialen DNA bestehen zwei Kladen, von denen die südliche näher mit dem Spitzmaus-Kleintenrek verwandt ist, die nördliche hingegen näher mit dem Nasolo-Kleintenrek. Die Trennung der beiden Gruppen des Blassen Kleintenreks erfolgte wohl schon im Pliozän vor etwa 3,14 Millionen Jahren. Gleichzeitig vorgenommene Studien an der Kern-DNA konnten dies zwar nicht bestätigen, zeigen aber einen Genfluss zwischen dem Blassen Kleintenrek des Südens und dem Spitzmaus-Kleintenrek. Dieser setzte vermutlich vor rund 350.000 Jahren im Mittelpleistozän ein. Auch bestehen morphometrisch einzelne Unterschiede zwischen den beiden Populationen des Blassen Kleintenreks. Wissenschaftler gehen daher davon aus, dass die Tiere aus dem südlichen Verbreitungsgebiet höchstwahrscheinlich eine eigene Art repräsentieren.
Die wissenschaftliche Erstbeschreibung des Blassen Kleintenreks stammt von Paulina D. Jenkins, Christopher J. Raxworthy und Ronald A. Nussbaum. Ihre Veröffentlichung erfolgte im Jahr 1997, Grundlage bildeten rund zwei Dutzend Individuen, die während verschiedener Expeditionen in den Osten Madagaskars gesammelt wurden. Den Holotyp repräsentiert ein ausgewachsenes Männchen. Er wurde von Raxworthy Mitte Januar 1992 in den Regenwäldern um den Fluss Antomboka in den Montagne d’Ambre in der Provinz Antsiranana geborgen, die Geländehöhe beträgt etwa 650 m. Die Region ist als das Typusgebiet des Blassen Kleintenreks aufzufassen. Das Artepitheton fotsifotsy entstammt der malagassischen Sprache und bedeutet „blass“ oder „weiß“. Es bezieht sich sowohl auf die helle Farbe des Rückenfells als auch auf die hellen Füße und auf die Schwanzspitze.

## Bedrohung und Schutz
Die IUCN stuft den Blassen Kleintenrek als „nicht bedroht“ (least concern) ein. Gründe dafür sind die weite Verbreitung der Art und das relativ häufige Auftreten. Lokal können Waldrodung, die Minderung der Lebensraumqualität durch Beweidung und Waldbrände die einzelnen Bestände beeinflussen, letzteres ist vor allem in den niedrigeren Höhenlagen problematisch. Die Tiere sind in zahlreichen Naturschutzgebieten vertreten, unter anderem im Nationalpark Ranomafana, im Nationalpark Andohahela, im Nationalpark Montagne d’Ambre, im Nationalpark Marojejy, im Nationalpark Andringitra sowie in zahlreichen weiteren Reservaten. Zum effektiveren Schutz des Blassen Kleintenreks sind weitere Untersuchungen zur Verbreitung und zu seiner Biologie und Ökologie notwendig.